# Усачёв, Яков Григорьевич
Яков Григорьевич Усачёв (1873—1941) — российский и советский учёный-физик.

## Биография
Яков Григорьевич Усачёв родился 17 (29) октября 1873 года в селе Никольское Курского уезда Курской губернии (ныне — Октябрьский район Курской области) в семье бедного крестьянина. Окончил три класса сельской школы, после чего был учеником у ремесленника, овладел специальностями слесаря, столяра и шорника. Позднее стал работать самостоятельно, занимался ремонтом и конструированием сельскохозяйственной техники. Самоучкой овладел высшей математикой, физикой и рядом других технических дисциплин.
Познакомившись с выдающимся русским физиком Владимиром Скобельцыным, Усачёв по его совету поступил механиком в Екатеринославское высшее горное училище, а затем стал работать в физической лаборатории самого Скобельцына, к тому моменту работавшего в Санкт-Петербургском политехническом институте.
За годы своей научной деятельности Усачёв стал одним из основоположников науки о резании металлов. Сконструировал ряд приборов для проведения опытов в этой области, в том числе оригинальный динамометр для измерения тангенциальных усилий на токарный резец и термопары для измерения температуры рабочей части резца. Впоследствии эти приборы широко применялись в научной деятельности. Усачёв первым в мире сумел установить основные закономерности изменения температуры в зависимости от скорости резания металла и его подачи. На основе результатов своих исследований Усачёв опубликовал научный труд «Явления, происходящие при резании металлов» — одно из первых в мире исследований в этой научной области.
В годы Первой мировой войны Усачёв изготовлял приборы для самолётов русской авиации и флота. Активно занимался исследованиями гироскопической стабилизации, результаты которых получили признание в научных сообществах всего мира. Продолжал активную работу Усачёв и после прихода Советской власти. В 1936 году за многолетнюю плодотворную научную деятельность он был награждён орденом Ленина. Умер в блокадном Ленинграде 28 октября 1941 года.

## Сочинения
- Усачев Я. Г. Явления, происходящие при резании металлов. — Пг.: тип. Р. Г. Шредера, 1915. — 2+45 с.